# Sportjahr 1885
Liste der Sportjahre

◄◄ | ◄ | 1881 | 1882 | 1883 | 1884 | Sportjahr 1885 | 1886 | 1887 | 1888 | 1889 | ► | ►►

Weitere Ereignisse

## Ereignisse

### Boxen

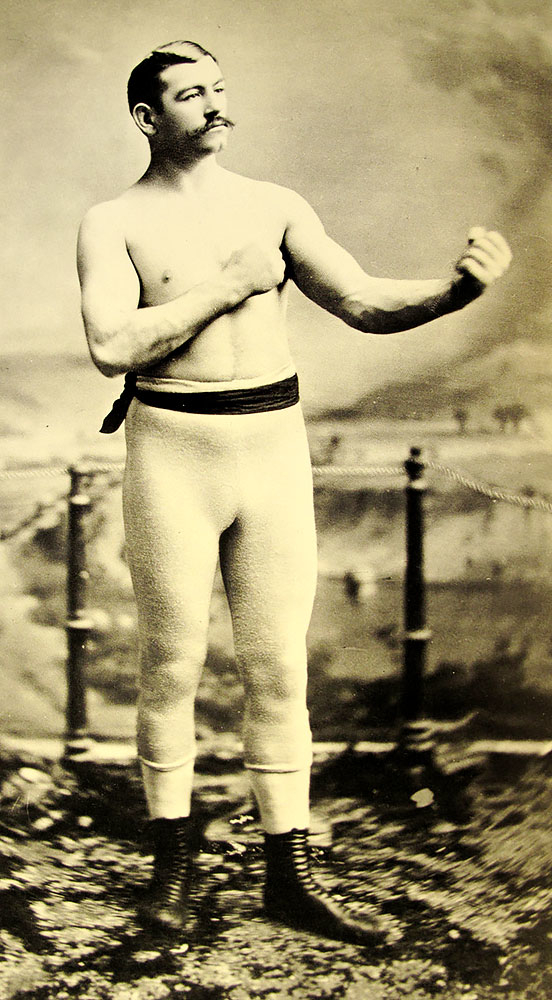
John L. Sullivan

- 28. August: John L. Sullivan besiegt nach den Queensberry-Regeln in Cincinnati Dominick McCaffrey in 7 Runden und wird zum ersten anerkannten Schwergewichtsweltmeister im Boxen.

### Fußball / Rugby / Football
- 3. Januar bis 21. Februar: England wird Sieger der Home Nations Championship 1885.
- 2. Februar: Das erste Spiel nach den im Vorjahr von Michael Cusack entworfenen neuen Regeln im Gaelic Football wird in Callan im irischen County Kilkenny gespielt.
- 5. Mai: Der erste Berliner Fußballclub BFC Frankfurt 1885 wird gegründet.
- Juli: Die Football Association erlaubt erstmals Profis im Fußball

### Rudern
- 28. März: Oxford besiegt Cambridge im Boat Race in 21′36″.

### Schwimmen
- Deutsche Schwimmmeisterschaften 1885

### Turnen
- 18. bis 21. Juli: Beim VI. Deutschen Turnfest in Dresden wird erstmals auch Faustball vorgeführt. An dem Fest, das auf den Güntzwiesen abgehalten wird, nehmen rund 20.000 Männer teil.

### Wintersport

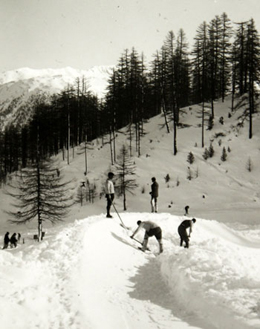
Errichtung des Cresta Run 1884/85

- 16. Februar: In Celerina in der Schweiz findet auf dem neu errichteten Cresta Run das erste Cresta-Rennen statt, was als Vorläufer der Sportart Skeleton gilt.

## Geboren

### Januar
- 01. Januar: James Soutter, britischer Sprinter und Mittelstreckenläufer († 1966)
- 01. Januar: Charalambos Zouras, griechischer Speerwerfer († 1972)
- 02. Januar: Anna Hübler, deutsche Eiskunstläuferin († 1976)
- 02. Januar: Eddy de Neve, niederländischer Fußballspieler († 1943)
- 03. Januar: Ernest Haley, britischer Leichtathlet († 1975)
- 05. Januar: Fernand de Montigny, belgischer Fechter und Hockeyspieler († 1974)
- 07. Januar: Edwin Swatek, US-amerikanischer Schwimmer und Wasserballspieler († 1966)
- 08. Januar: Mór Kóczán, ungarischer Speerwerfer († 1972)
- 09. Januar: Charles Bacon, US-amerikanischer Leichtathlet († 1968)
- 09. Januar: Otto Falkenberg, norwegischer Segler († 1977)
- 09. Januar: John Slim, britischer Ringer und Boxtrainer († 1966)
- 10. Januar: Charles Forsyth, britischer Schwimmer und Wasserballspieler († 1951)
- 13. Januar: Rasmus Hansen, dänischer Turner († 1967)
- 13. Januar: Julien Verdonck, belgischer Turner († 1949)
- 15. Januar: Mário de Noronha, portugiesischer Degenfechter († 1973)
- 16. Januar: Riccardo Nowak, italienischer Fechter († 1950)
- 16. Januar: Kristian Østervold, norwegischer Segler († 1960)
- 16. Januar: Enrico Porro, italienischer Ringer († 1967)
- 21. Januar: André Lagache, französischer Automobilrennfahrer († 1938)
- 21. Januar: Harold Wilson, britischer Mittelstreckenläufer († 1932)
- 22. Januar: Eugène Christophe, französischer Radrennfahrer († 1970)
- 22. Januar: Fritz Lange, deutscher Ringer († unbekannt)
- 22. Januar: Eduard Schönecker, österreichischer Fußballspieler und Leichtathlet († 1963)
- 23. Januar: Frank Holmes, US-amerikanischer Hoch- und Weitspringer († 1980)
- 24. Januar: William Galbraith, kanadischer Leichtathlet († 1937)
- 26. Januar: Per Thorén, schwedischer Eiskunstläufer († 1962)
- 28. Januar: Maurice Brocco, französischer Radrennfahrer († 1965)
- 30. Januar: George S. Dole, US-amerikanischer Ringer († 1928)
- 30. Januar: Richard Duckett, kanadischer Lacrosse- und Eishockeyspieler († 1972)
- 31. Januar: Willi Bartholomae, deutscher Ruderer († 1955)
- 000Januar: Thomas Weston, britischer Motorbootfahrer († 1958)

### Februar
- 01. Februar: Yrjö Linko, finnischer Turner († 1934)
- 02. Februar: Thomas Brown, US-amerikanischer Sportschütze († 1950)
- 02. Februar: Alois Toduschek, österreichischer Ringer († unbekannt)
- 05. Februar: Burton Downing, US-amerikanischer Radrennfahrer († 1929)
- 06. Februar: Charles Bartlett, britischer Radsportler († 1968)
- 06. Februar: Harry Blaus, russischer Sportschütze († 1944)
- 06. Februar: Jo Eshuijs, niederländischer Fußballspieler († 1979)
- 06. Februar: John Klintberg, schwedischer Langstreckenläufer († 1955)
- 06. Februar: Voitto Kolho, finnischer Sportschütze († 1963)
- 07. Februar: Robert LeRoy, US-amerikanischer Tennisspieler († 1946)
- 09. Februar: Alan Noble, englischer Hockeyspieler († 1952)
- 10. Februar: Rain in Face, kanadischer Lacrossespieler († 1968)
- 11. Februar: Sidney Abrahams, britischer Weitspringer und Sprinter († 1957)
- 12. Februar: Robert Sennecke, deutscher Marathonläufer († 1940)
- 14. Februar: John Jackson, US-amerikanischer Sportschütze († 1971)
- 18. Februar: Jules Labéeu, belgischer Turner († 1969)
- 20. Februar: Johannes Espelund, norwegischer Sportschütze († 1952)
- 20. Februar: Robert Monier, französischer Segler († 1944)
- 21. Februar: Halvor Birch, dänischer Turner († 1962)
- 21. Februar: Robert Birker, deutscher Radrennfahrer († 1942)
- 22. Februar: George Gaidzik, US-amerikanischer Wasserspringer († 1938)
- 22. Februar: Axel Thayssen, dänischer Tennisspieler († 1952)
- 24. Februar: Ludwig von Salm, österreichischer Tennisspieler († 1944)
- 26. Februar: Eugen Kipp senior, deutscher Fußballspieler († 1931)
- 26. Februar: André Tison, französischer Leichtathlet († 1963)
- 27. Februar: Paul Gunia, deutscher Geher († 1955)
- 28. Februar: James Sullivan, US-amerikanischer Mittelstreckenläufer († 1964)
- 000Februar: Andrew Drew, US-amerikanischer Tennisspieler († 1913)

### März
- 02. März: Harry Grumpelt, US-amerikanischer Hochspringer († 1973)
- 03. März: Charles Riddy, kanadischer Ruderer († 1979)
- 04. März: Gilberto Tellechea, uruguayischer Fechter († unbekannt)
- 06. März: Ring Lardner, US-amerikanischer Sportreporter und Schriftsteller († 1933)
- 11. März: Mario Albertini, italienischer Ruderer und Schwimmer († 1957)
- 11. März: Malcolm Campbell, englischer Rennsportler und Journalist († 1948)
- 11. März: Per Mathiesen, norwegischer Turner († 1961)
- 17. März: Martin Beckmann, deutscher Sprinter († 1944)
- 17. März: Max Herrmann, deutscher Leichtathlet († 1915)
- 17. März: Einar Strøm, norwegischer Turner († 1964)
- 17. März: Henry Taylor, britischer Schwimmer († 1951)
- 18. März: Hans Kämpfer, Schweizer Fußballspieler († 1959)
- 22. März: Otto Charlet, deutscher Ruderer († 1958)
- 22. März: Jens Kristian Jensen, dänischer Turner († 1956)
- 23. März: Platt Adams, US-amerikanischer Leichtathlet († 1961)
- 23. März: Gustave Amoudruz, Schweizer Sportschütze († 1963)
- 23. März: Vagn Ingerslev, dänischer Tennisspieler († 1952)
- 24. März: Charles Daniels, US-amerikanischer Schwimmer († 1973)
- 25. März: Armas Pesonen, finnischer Speerwerfer († 1947)
- 30. März: Charles Poulenard, französischer Leichtathlet († 1958)

### April
- 01. April: Émile Sartorius, französischer Fußballspieler und -funktionär († 1933)
- 03. April: Murray Carleton, US-amerikanischer Golfspieler († 1959)
- 04. April: Giuseppe Hess, italienischer Jurist, Fußballspieler und Sportfunktionär († 1967)
- 06. April: Gottfried Gelfort, deutscher Ruderer († 1956)
- 06. April: Jules Goux, französischer Automobilrennfahrer († 1965)
- 08. April: Kenneth Powell, britischer Hürdenläufer und Tennisspieler († 1915)
- 09. April: Frederik Jan Hulswit, niederländischer Wasserballspieler († 1932)
- 10. April: Harvey Wood, englischer Hockeytorhüter († 1958)
- 14. April: Jules Miquel, französischer Radrennfahrer († 1966)
- 17. April: Carl Goßler, deutscher Ruderer († 1914)
- 17. April: Toine van Renterghem, niederländischer Fußballspieler († 1967)
- 17. April: Percival Wise, britischer Polospieler († 1968)
- 18. April: Hermann Müller, deutscher Leichtathlet († 1947)
- 19. April: John Stol, niederländischer Radrennfahrer († 1973)
- 20. April: Edmund Bernhardt, österreichisch-britischer Schwimmer, Fünfkämpfer und Sportschütze († 1976)
- 21. April: Tatu Kolehmainen, finnischer Langstreckenläufer († 1967)
- 23. April: Edward Glover, US-amerikanischer Leichtathlet († 1980)
- 24. April: Thomas Cronan, US-amerikanischer Weit- und Dreispringer († 1962)
- 25. April: Peter Marius Andersen, dänischer Fußballspieler († 1972)
- 26. April: Marcello Bertinetti, italienischer Fechter und zweifacher Olympiasieger sowie Fußballspieler und -trainer († 1967)
- 27. April: Leslie Godfree, britischer Tennisspieler († 1971)
- 29. April: Claude Allen, US-amerikanischer Stabhochspringer († 1979)

### Mai
- 01. Mai: Károly Levitzky, ungarischer Ruderer († 1978)
- 01. Mai: Erich Rahn, Pionier des Jiu-Jitsu- und Judo-Sports in Deutschland († 1973)
- 01. Mai: Knut Torell, schwedischer Turner († 1966)
- 01. Mai: George Wiley, US-amerikanischer Radrennfahrer und Baseballtrainer († 1954)
- 09. Mai: Johan Rühl, niederländischer Wasserballspieler († 1972)
- 13. Mai: George Innocent, britischer Schwimmer († 1957)
- 15. Mai: Rudolf Fickeisen, deutscher Ruderer († 1944)
- 15. Mai: Anton Gerrits, niederländischer Radrennfahrer († 1969)
- 19. Mai: Bjørn Rasmussen, dänischer Fußballspieler († 1962)
- 21. Mai: Georg Stöhr, deutscher Fechter († 1977)
- 22. Mai: Maurice Bardonneau, französischer Radrennfahrer († 1958)
- 26. Mai: Bruto Buozzi, italienischer Turner († 1937)
- 28. Mai: Jules Pirard, französischer Turner († 1962)
- 30. Mai: Ethel Muckelt, britische Eiskunstläuferin († 1953)
- 000Mai: Constant Cloquet, belgischer Fechter († unbekannt)

### Juni
- 01. Juni: François Hentges, luxemburgischer Kunstturner († 1968)
- 10. Juni: Hans Halberstadt, deutscher Fechter († 1966)
- 11. Juni: Francesco Verri, italienischer Radrennfahrer († 1945)
- 13. Juni: Collier Cudmore, britisch-australischer Ruderer († 1971)
- 13. Juni: Erik Algot Fredriksson, schwedischer Tauzieher († 1930)
- 14. Juni: Alf Jacobsen, norwegischer Segler († 1948)
- 20. Juni: Brynolf Larsson, schwedischer Langstreckenläufer († 1973)
- 20. Juni: Frank Lukeman, kanadischer Leichtathlet († 1946)
- 22. Juni: Karl Fryksdahl, schwedischer Leichtathlet († 1945)
- 22. Juni: Milan Vidmar, slowenischer Schachspieler († 1962)
- 23. Juni: Tommaso Costantino, italienischer Fechter († 1950)
- 23. Juni: John Fenning, britischer Ruderer († 1955)
- 23. Juni: Heinrich Schomburgk, deutscher Tennisspieler († 1965)
- 29. Juni: Izidor Kürschner, ungarischer Fußballspieler und -trainer († 1941)
- 30. Juni: Gustav Krojer, österreichischer Fußballspieler und Leichtathlet († 1945)

### Juli
- 02. Juli: Eugen Stabe, deutscher Radrennfahrer († 1968)
- 04. Juli: Henry Bucknall, britischer Ruderer († 1962)
- 06. Juli: Karel Hartmann, tschechoslowakischer Eishockeyspieler und -funktionär († 1944)
- 09. Juli: Caius Welcker, niederländischer Fußballspieler († 1939)
- 10. Juli: Francisco Olazar, argentinischer Fußballspieler und -trainer († 1958)
- 12. Juli: Niels Petersen, dänischer Turner († 1961)
- 15. Juli: Arthur Zborzil, österreichischer Tennisspieler († 1937)
- 16. Juli: Carl Jonsson, schwedischer Tauzieher († 1966)
- 22. Juli: Erwin Buder, deutscher Kunstturner († unbekannt)
- 22. Juli: Max Triebsch, deutscher Radsportler († 1931)
- 27. Juli: Neil Patterson, US-amerikanischer Hochspringer († 1948)
- 31. Juli: George Webster, britischer Schwimmer († 1941)

### August
- 02. August: Friedrich Bollinger, Schweizer Fußballspieler († 1945)
- 04. August: George Cortlever, niederländischer Schwimmer und Wasserballspieler († 1972)
- 04. August: Ernest Cribb, kanadischer Segler († 1957)
- 08. August: Charles Luther, schwedischer Sprinter († 1962)
- 09. August: Philip van Dijk, niederländischer Fußballspieler († 1937)
- 09. August: William Robbins, US-amerikanischer Sprinter († 1962)
- 12. August: Konstantin Kalinin, russischer Sportschütze († unbekannt)
- 13. August: Stanley Bacon, britischer Ringer († 1952)
- 18. August: Tim Ahearne, irischer Leichtathlet († 1968)
- 21. August: Édouard Fabre, kanadischer Langstrecken- und Marathonläufer († 1939)
- 21. August: Nion Tucker, US-amerikanischer Bobfahrer († 1950)
- 22. August: István Somodi, ungarischer Hoch- und Weitspringer († 1963)
- 29. August: Ingar Nielsen, norwegischer Segler († 1963)
- 29. August: Ugo Sivocci, italienischer Automobilrennfahrer († 1923)
- 30. August: Nils von Kantzow, schwedischer Turner († 1967)

### September
- 03. September: Károly Koch, ungarischer Ruderer und Rudersportfunktionär († 1932)
- 04. September: Dimitrios Loundras, griechischer Turner († 1970)
- 06. September: Margaret Tragett, englische Badmintonspielerin († 1964)
- 09. September: Sándor Kleckner, ungarischer Ruderer, Sportschütze und Fechter († 1963)
- 09. September: Hans Meulengracht-Madsen, dänischer Segler († 1966)
- 15. September: Orvil Elliott, kanadischer Kunstturner († 1954)
- 15. September: Georges Parent, französischer Radrennfahrer († 1918)
- 17. September: Cyril Wright, britischer Segler († 1960)
- 18. September: Viktor Smeds, finnischer Turner († 1957)
- 19. September: József Keresztessy, ungarischer Turner († 1962)
- 23. September: Robert Liottel, französischer Fechter († 1968)
- 25. September: John Murdoch, kanadischer Leichtathlet († 1939)
- 28. September: Eemeli Väre, finnischer Ringer († 1974)

### Oktober
- 01. Oktober: Max Henny, niederländischer Fußballspieler († 1968)
- 03. Oktober: Luciano Savorini, italienischer Turner († 1964)
- 07. Oktober: Nils Robert Hellsten, schwedischer Turner († 1963)
- 09. Oktober: Carl Silfverstrand, schwedischer Turner und Leichtathlet († 1975)
- 11. Oktober: James Angus Gillan, britischer Ruderer († 1881)
- 12. Oktober: Rodolphe Poma, belgischer Ruderer († 1954)
- 12. Oktober: Nikolaos Zarifis, griechischer Tennisspieler († 1941)
- 13. Oktober: Albert Weinstein, deutscher Weit- und Dreispringer († 1969)
- 16. Oktober: Alfred Braunschweiger, deutscher Wasserspringer († 1952)
- 16. Oktober: Dorando Pietri, italienischer Marathonläufer († 1942)
- 25. Oktober: Xavier Lesage, französischer Sportreiter († 1968)
- 25. Oktober: Malcolm Svensson, schwedischer Leichtathlet († 1961)
- 29. Oktober: Iwan Lamby, schwedischer Segler († 1970)
- 30. Oktober: Leonard Peterson, schwedischer Turner († 1956)
- 30. Oktober: Paul Willführ, deutscher Leichtathlet († 1922)

### November
- 11. November: George S. Patton, US-amerikanischer Moderner Fünfkämpfer († 1945)
- 16. November: Eugène Verpault, französischer Automobilrennfahrer († 1980)
- 17. November: George Goulding, kanadischer Leichtathlet († 1966)
- 17. November: Otto Trieloff, deutscher Leichtathlet († 1967)
- 18. November: Phog Allen, US-amerikanischer Basketballtrainer († 1974)
- 18. November: John Garrels, US-amerikanischer Leichtathlet († 1956)
- 20. November: Henri Barbenés, deutsch-französischer Ruderer († 1969)
- 20. November: Kaarlo Vasama, finnischer Turner († 1926)
- 21. November: Sándor Hautzinger, ungarischer Ruderer, Ringer und Bandyspieler († 1973)
- 25. November: Sigurd Juslén, finnischer Segler († 1954)

### Dezember
- 01. Dezember: Hans Eicke, deutscher Leichtathlet († 1947)
- 03. Dezember: Edward Lasker, US-amerikanischer Schach- und Go-Spieler († 1981)
- 06. Dezember: Realf Robach, norwegischer Turner († 1963)
- 07. Dezember: Theodor Nauman, norwegischer Wasserballspieler († 1947)
- 07. Dezember: Mason Phelps, US-amerikanischer Golfspieler († 1945)
- 08. Dezember: Axel Lindahl, schwedischer Langstreckenläufer († 1959)
- 10. Dezember: Eugène Auwerkeren, belgischer Turner († 1981)
- 10. Dezember: Amilcare Beretta, italienischer Schwimmer und Wasserballspieler († 1959)
- 10. Dezember: Patrick Quinn, irischer Kugelstoßer und Diskuswerfer († 1946)
- 11. Dezember: Augusto Rangone, italienischer Fußballtrainer, -schiedsrichter, -funktionär und Journalist († 1970)
- 20. Dezember: Miel van Leijden, niederländischer Fußballspieler († 1949)
- 24. Dezember: Charles Jensen, dänischer Turner († 1920)
- 24. Dezember: Charles Simmons, britischer Turner († 1945)
- 25. Dezember: Pierino Albini, italienischer Radrennfahrer († 1953)
- 26. Dezember: Jarl Hulldén, finnischer Segler († 1913)
- 30. Dezember: Frank Martin, schwedischer Reiter († 1962)
- 30. Dezember: Heorhij Pantelejmonow, russischer Sportschütze († 1934)
- 30. Dezember: François Vergucht, belgischer Ruderer († 1944)

### Datum unbekannt
- Charlie Collier, britischer Motorradrennfahrer und Unternehmer († 1954)
- Ralph Harrison, britischer Geher († 1966)
- Aspasia Matsa, griechische Tennisspielerin († unbekannt)
- Georgios Saridakis, griechischer Geher († unbekannt)

## Gestorben
- 14. Dezember: Ernst Falkbeer, österreichischer Schachmeister (* 1819)